# Ed Jones (Rennfahrer)

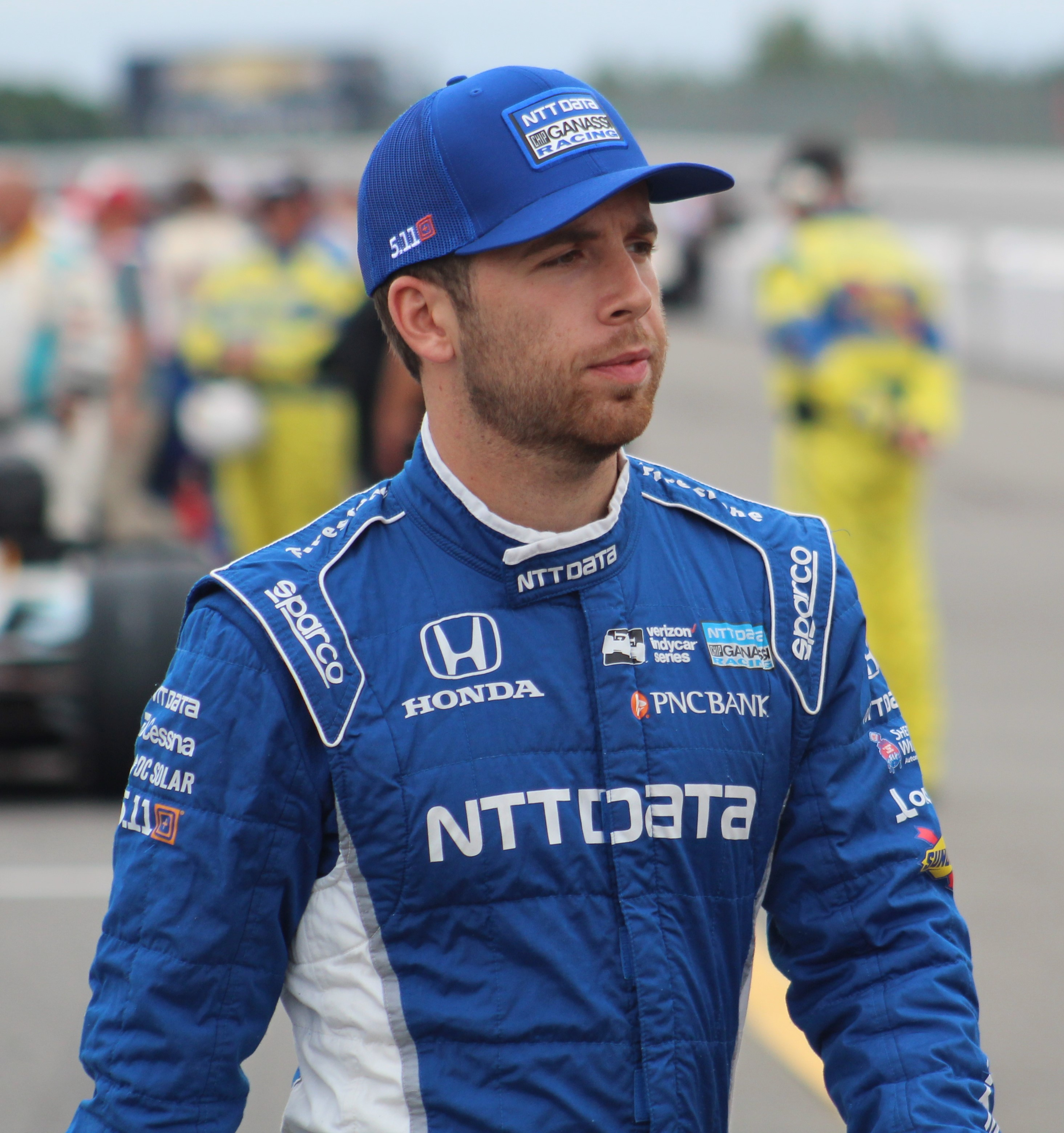
Ed Jones während des IndyCar-Wochenendes in Long Pond 2018

Edward „Ed“ Jones (* 12. Februar 1995 in Dubai) ist ein Automobilrennfahrer aus den Vereinigten Arabischen Emiraten. 2013 gewann er die European F3 Open. Er startete 2015 und 2016 in der Indy Lights und entschied 2016 die Fahrerwertung für sich. Seit 2017 fährt er in der IndyCar Series.

## Karriere
Jones begann seine Motorsportkarriere 2004 im Kartsport, in dem er bis 2012 aktiv blieb. Er gewann mehrere Juniorenmeisterschaften in den Vereinigten Arabischen Emiraten. 2011 debütierte Jones zudem im Formelsport. Für Fortec Motorsports trat er in der InterSteps Championship an. Mit einem Sieg wurde er Gesamtvierter. Darüber hinaus absolvierte er für Fortec Gaststarts im Formel Renault 2.0 Eurocup und der britischen Formel Renault. Als regulärer Pilot nahm er an der Winterserie der britischen Formel Renault teil und schloss die Fahrerwertung auf dem 15. Platz ab. 2012 blieb Jones bei Fortec Motorsports und erhielt ein Cockpit im Formel Renault 2.0 Eurocup. In diesem belegte er den 27. Gesamtrang. Darüber hinaus nahm er für Fortec an einigen Rennen der nordeuropäischen Formel Renault teil. Dabei wurde er 20. im Gesamtklassement. Nach dem Saisonende der beiden Meisterschaften nahm Jones für das Team West-Tec F3 als Gaststarter an einer Veranstaltung der European F3 Open teil. Dabei kam er einmal auf dem zweiten Platz ins Ziel.

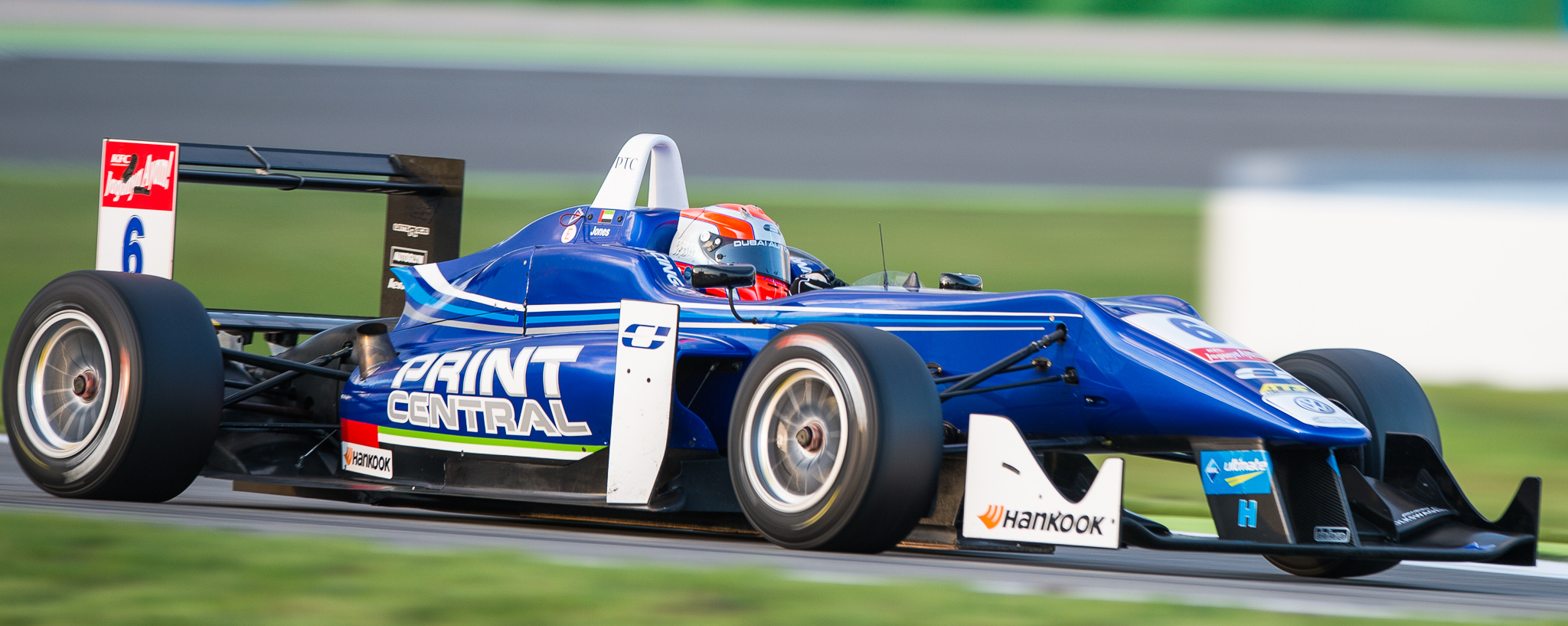
Ed Jones in der europäischen Formel-3-Meisterschaft in Hockenheim 2014

2013 absolvierte Jones für zwei Teams Rennen in unterschiedlichen Serien. Für das Team West-Tec F3 nahm er an der European F3 Open teil. Er gewann sechs Rennen und stand insgesamt zehnmal auf dem Podium. Mit 256 zu 247 Punkten setzte er sich gegen Sandy Stuvik durch und entschied die Meisterschaft für sich. Er wurde damit zum ersten asiatischen Meister der European F3 Open. Außerdem ging Jones für den Rennstall bei zwei Veranstaltungen der britischen Formel-3-Meisterschaft in der nationalen Klasse an den Start. Dabei entschied er diese Klasse bei sechs Rennen fünfmal für sich. Für Fortec Motorsports war Jones 2013 zum einen bei einigen Rennen in Formel-Renault-Meisterschaften aktiv. Im Formel Renault 2.0 Eurocup wurde er bei zwei Rennen Dritter und schloss die Fahrerwertung auf dem elften Platz ab. In der nordeuropäischen Formel Renault wurde er 29. Darüber hinaus absolvierte er drei Gaststarts in der europäischen Formel-3-Meisterschaft und trat beim Macau Grand Prix an. Anfang 2014 nahm Jones in Nordamerika an der Florida Winter Series teil. Drei zweite Plätze waren seine besten Resultate. Anschließend ging Jones für Carlin in der europäischen Formel-3-Meisterschaft 2014 an den Start. Jones wurde einmal Zweiter und einmal Dritter. Verletzungsbedingt pausierte er bei vier Veranstaltungen. Außerdem absolvierte Jones drei Gaststarts in der britischen Formel-3-Meisterschaft. Dabei kam er stets auf dem ersten Platz ins Ziel.

### US-Formelsport

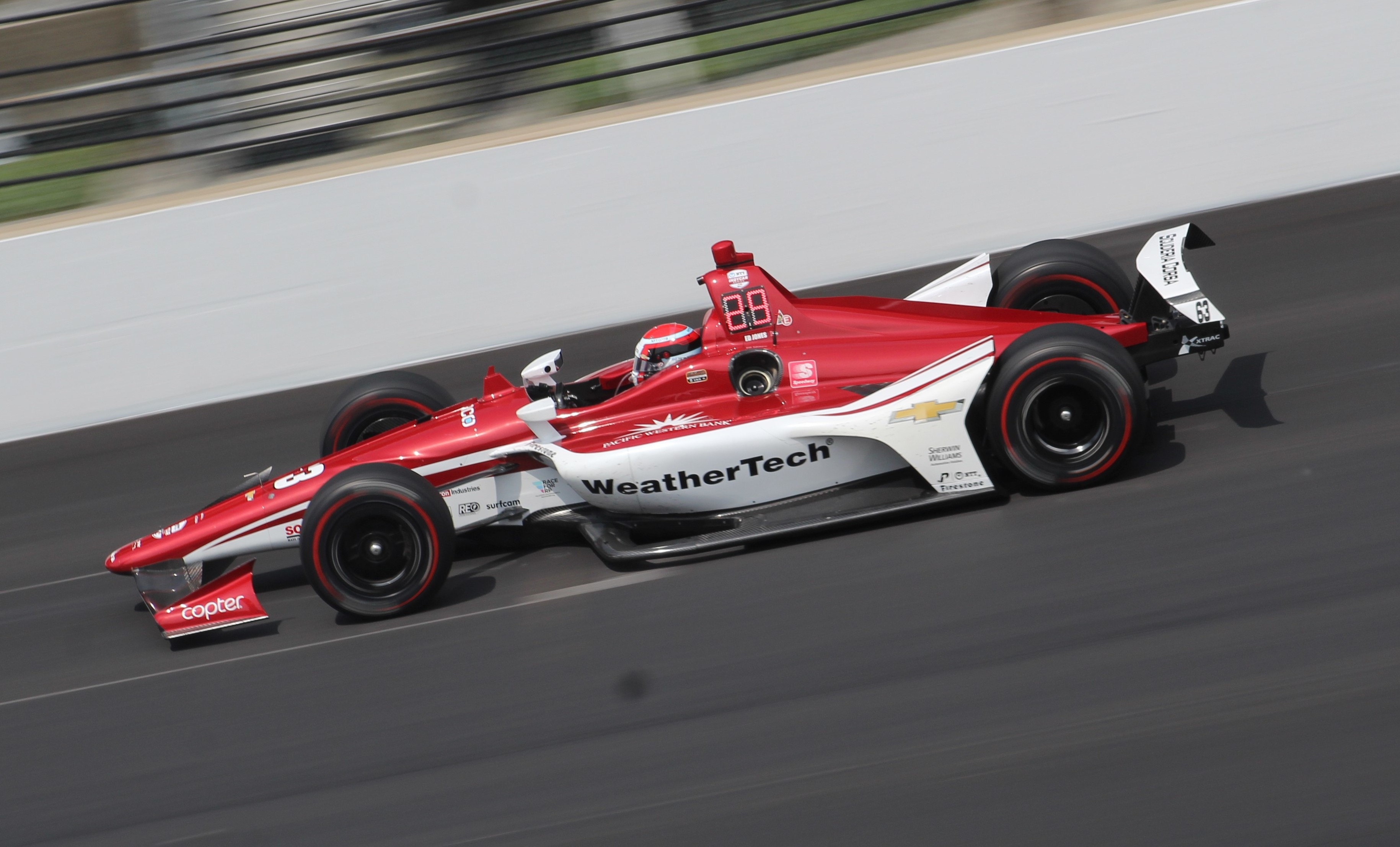
Jones beim Indianapolis 500 2019

2015 wechselte Jones nach Nordamerika und trat für Carlin in der Indy Lights an. Er entschied die beiden ersten Rennen in St. Petersburg für sich und gewann auch das dritte Rennen in Long Beach. Bei vier weiteren erzielte er Podest-Platzierungen. Er beendete die Saison auf dem dritten Gesamtrang und setzte sich damit intern gegen seinen Teamkollegen Max Chilton durch. Darüber hinaus nahm Jones für Rahal Letterman Lanigan Racing an Testfahrten der IndyCar Series teil. 2016 absolvierte Jones für Carlin seine zweite Indy-Lights-Saison. Er gewann zwei Rennen: in Birmingham und Indianapolis. Bei sechs weiteren Rennen stand er auf dem Podium. Mit 363 zu 361 Punkten setzte er sich gegen Santiago Urrutia durch und entschied die Meisterschaft für sich. Zur Saison 2017 stieg er in die IndyCar Series auf und startete für Dale Coyne Racing. Als einziger Neuling, der die komplette Saison bestritt, wurde er Rookie of the Year. Das Indianapolis 500 beendete er auf dem dritten Rang mit einer halben Sekunde Rückstand auf Sieger Takuma Satō. In der Gesamtwertung belegte er den 14. Platz. 2018 startete er für Chip Ganassi Racing als Teamkollege von Scott Dixon. Seine besten Ergebnisse waren zwei dritte Plätze auf den Stadtkursen in Long Beach und Detroit. In der Gesamtwertung belegte er den 13. Platz. 2019 trat er für Ed Carpenter Racing an und teilte sich sein Cockpit mit Teamchef Ed Carpenter, der nur auf den Ovalen antrat. Er startete damit bei 13 der 17 Rennen und beendete die Saison auf dem 20. Rang.

### DTM
In der Saison 2020 sollte er für das Team WRT in der DTM starten. Er wurde jedoch durch Harrison Newey ersetzt, da er wegen der Reisebeschränkungen aufgrund von COVID-19 in Dubai festsaß. Außer an E-Sport-Events nahm er 2020 an keiner Motorsportveranstaltung teil.

### IndyCar
2021 kehrte er in die IndyCar Series zurück. Er startete für Dale Coyne Racing; das Team, für das er 2017 sein Debüt in der Serie gab. Dreimal beendete er ein Rennen innerhalb der ersten Zehn. In der Fahrerwertung wurde er 19.

## Sonstiges
Jones ist Staatsbürger der Vereinigten Arabischen Emirate (VAE). Er tritt überwiegend mit einer Rennlizenz der VAE an. Teilweise geht er mit britischer Rennlizenz an den Start.

## Statistik

### Karrierestationen
| - 2004–2012: Kartsport - 2011: InterSteps Championship (Platz 4) - 2011: Britische Formel Renault, Winterserie (Platz 15) - 2012: Formel Renault 2.0 Eurocup (Platz 27) - 2012: Nordeuropäische Formel Renault (Platz 20) - 2013: European F3 Open (Meister) | - 2013: Britische Formel 3, national (Platz 3) - 2013: Formel Renault 2.0 Eurocup (Platz 11) - 2013: Nordeuropäische Formel Renault (Platz 29) - 2014: Florida Winter Series - 2014: Europäische Formel 3 (Platz 13) - 2015: Indy Lights (Platz 3) | - 2016: Indy Lights (Meister) - 2017: IndyCar Series (Platz 14) - 2018: IndyCar Series (Platz 13) - 2019: IndyCar Series (Platz 20) - 2021: IndyCar Series (Platz 19) |

### Einzelergebnisse in der europäischen Formel-3-Meisterschaft
| Jahr | Team               | Motor      | 1   | 2   | 3   | 4   | 5   | 6   | 7   | 8   | 9   | 10  | 11  | 12  | 13  | 14  | 15  | 16  | 17  | 18  | 19  | 20  | 21  | 22  | 23  | 24  | 25  | 26  | 27  | 28  | 29  | 30  | 31  | 32  | 33  | Punkte | Rang |
| ---- | ------------------ | ---------- | --- | --- | --- | --- | --- | --- | --- | --- | --- | --- | --- | --- | --- | --- | --- | --- | --- | --- | --- | --- | --- | --- | --- | --- | --- | --- | --- | --- | --- | --- | --- | --- | --- | ------ | ---- |
| 2013 | Fortec Motorsports | Mercedes   | MON | MON | MON | SIL | SIL | SIL | HO1 | HO1 | HO1 | BRH | BRH | BRH | SPI | SPI | SPI | NOR | NOR | NOR | NÜR | NÜR | NÜR | ZAN | ZAN | ZAN | VAL | VAL | VAL | HO2 | HO2 | HO2 |     |     |     | –      | –    |
| 2013 | Fortec Motorsports | Mercedes   |     |     |     |     |     |     | 20  | 23  | 20  |     |     |     |     |     |     |     |     |     |     |     |     |     |     |     |     |     |     |     |     |     |     |     |     | –      | –    |
| 2014 | Carlin             | Volkswagen | SIL | SIL | SIL | HO1 | HO1 | HO1 | PAU | PAU | PAU | HUN | HUN | HUN | SPA | SPA | SPA | NOR | NOR | NOR | MOS | MOS | MOS | SPI | SPI | SPI | NÜR | NÜR | NÜR | IMO | IMO | IMO | HO2 | HO2 | HO2 | 70     | 13.  |
| 2014 | Carlin             | Volkswagen | 8   | 7   | 15  | 2   | 3   | 15  | 8   | DNF | 17  | INJ | INJ | INJ | INJ | INJ | INJ | INJ | INJ | INJ | INJ | INJ | INJ | DNF | 6   | 6   | 10  | 8   | DNS | 13  | 13  | DNF | 13  | 14  | 9   | 70     | 13.  |

Anmerkungen
1. ↑  Gaststarter

### Einzelergebnisse in der Indy Lights
| Jahr | Team   | 1   | 2   | 3   | 4   | 5   | 6    | 7    | 8    | 9   | 10  | 11  | 12  | 13  | 14  | 15  | 16  | 17  | 18  | Punkte | Rang |
| ---- | ------ | --- | --- | --- | --- | --- | ---- | ---- | ---- | --- | --- | --- | --- | --- | --- | --- | --- | --- | --- | ------ | ---- |
| 2015 | Carlin | STP | STP | LBH | BAR | BAR | INDY | INDY | INDY | TOR | TOR | MIL | IOW | MDO | MDO | LAG | LAG |     |     | 324    | 3.   |
| 2015 | Carlin | 1*  | 1*° | 1*  | 4   | 11  | 3    | 4    | 10   | 5   | 3   | 8   | 2   | 9   | 9*  | 3   | 4   |     |     | 324    | 3.   |
| 2016 | Carlin | STP | STP | PHO | BAR | BAR | INDY | INDY | INDY | ROA | ROA | IOW | TOR | TOR | MDO | MDO | WGL | LAG | LAG | 363    | 1.   |
| 2016 | Carlin | 10  | 7   | 2   | 1*  | 2   | 1*   | 4    | 2    | 4   | 13  | 3*  | 6   | 5   | 6   | 11  | 2   | 2   | 4   | 363    | 1.   |

### Einzelergebnisse in der IndyCar Series
| Jahr | Team                                   | 1   | 2   | 3   | 4   | 5   | 6    | 7   | 8   | 9   | 10  | 11  | 12  | 13  | 14  | 15  | 16  | 17  | Punkte | Rang |
| ---- | -------------------------------------- | --- | --- | --- | --- | --- | ---- | --- | --- | --- | --- | --- | --- | --- | --- | --- | --- | --- | ------ | ---- |
| 2017 | Dale Coyne Racing                      | STP | LBH | ALA | PHO | IMS | INDY | DET | DET | TXS | ROA | IOW | TOR | MDO | POC | STL | WGL | SNM | 354    | 14.  |
| 2017 | Dale Coyne Racing                      | 10  | 6   | 16  | 11  | 19  | 311  | 9   | 22  | 17  | 7   | 18  | 20  | 21  | 17  | 13  | 13  | 19  | 354    | 14.  |
| 2018 | Chip Ganassi Racing                    | STP | PHO | LBH | ALA | IMS | INDY | DET | DET | TXS | ROA | IOW | TOR | MDO | POC | STL | POR | SNM | 343    | 13.  |
| 2018 | Chip Ganassi Racing                    | 8   | 20  | 3   | 20  | 22  | 3129 | 6   | 3   | 9°  | 9   | 13  | 12  | 15  | 12  | 8   | 24  | 10  | 343    | 13.  |
| 2019 | Ed Carpenter Racing Scuderia Corsa     | STP | COA | ALA | LBH | IMS | INDY | DET | DET | TXS | ROA | TOR | IOW | MDO | POC | STL | POR | LAG | 217    | 20.  |
| 2019 | Ed Carpenter Racing Scuderia Corsa     | 21  | 14  | 19  | 16  | 6   | 134  | 20  | 14  |     | 22  | 12  |     | 13  |     |     | 14  | 23  | 217    | 20.  |
| 2021 | Dale Coyne Racing with Vasser-Sullivan | ALA | STP | TXS | TXS | IMS | INDY | DET | DET | ROA | MDO | NSH | IMS | STL | POR | LAG | LBH |     | 233    | 19.  |
| 2021 | Dale Coyne Racing with Vasser-Sullivan | 15  | 20  | 12  | 22  | 14  | 2811 | 9°  | 17  | 23  | 26  | 6   | 14  | 24  | 11° | 10  | 12  |     | 233    | 19.  |

(Legende)

### Le-Mans-Ergebnisse
| Jahr | Team | Fahrzeug | Teamkollege      | Teamkollege       | Platzierung | Ausfallgrund |
| ---- | ---- | -------- | ---------------- | ----------------- | ----------- | ------------ |
| 2022 | Jota | Oreca 07 | Oliver Rasmussen | Jonathan Aberdein | Rang 7      |              |

### Sebring-Ergebnisse
| Jahr | Team              | Fahrzeug | Teamkollege     | Teamkollege      | Platzierung | Ausfallgrund |
| ---- | ----------------- | -------- | --------------- | ---------------- | ----------- | ------------ |
| 2023 | High Class Racing | Oreca 07 | Dennis Andersen | Anders Fjordbach | Rang 8      |              |

### Einzelergebnisse in der FIA-Langstrecken-Weltmeisterschaft
| Saison | Team | Rennwagen | 1   | 2   | 3   | 4   | 5   | 6   |
| ------ | ---- | --------- | --- | --- | --- | --- | --- | --- |
| 2022   | Jota | Oreca 07  | SEB | SPA | LEM | MON | FUJ | BAH |
| 2022   | Jota | Oreca 07  | 8   | DNF | 7   | 13  | 7   | 11  |